# Euphronia guianensis
Euphronia guianensis är en tvåhjärtbladig växtart som först beskrevs av Robert Hermann Schomburgk, och fick sitt nu gällande namn av Hallier f.. Euphronia guianensis ingår i släktet Euphronia och familjen Euphroniaceae. Inga underarter finns listade i Catalogue of Life.